# Lamborghini V12 Vision Gran Turismo
La Lamborghini V12 Vision Gran Turismo est un concept car virtuel développé par le Centro Stile Lamborghini spécialement conçu pour le jeu vidéo Gran Turismo Sport.

## Conception et design
Le design de la V12 Vision Gran Turismo reflète des lignes caractéristiques de Lamborghini, tout en explorant des idées audacieuses et futuristes. La ligne centrale distinctive et les fenêtres latérales hexagonales rappellent la Lamborghini Marzal de 1968, tandis que les signatures lumineuses en forme de "Y" à l'avant et à l'arrière réinterprètent un élément emblématique de la marque,.

## Performances techniques
La V12 Vision Gran Turismo est équipée du même groupe motopropulseur hybride que la Lamborghini Sián FKP 37. Elle combine un moteur V12 de 6,5 litres avec une technologie hybride légère basée sur un supercondensateur, produisant jusqu'à 819 chevaux.

## Objectifs
Lamborghini a conçu ce concept car pour captiver une jeune audience, notamment les amateurs de jeux vidéo et de voitures de course virtuelles. Stefano Domenicali, alors PDG de Lamborghini, a déclaré que ce projet reflète l’engagement de la marque envers les nouvelles générations et l’innovation technologique.